# داستین برد
داستین برد (به انگلیسی: Dustin J. Byrd) استاد فلسفه و ادیان در کالج اولیوت است. او آثاری دربارهٔ دین و سیاست در ایران دارد.

## آثار
- Ayatollah Khomeini and the Anatomy of the Islamic Revolution in Iran: Toward a Theory of Prophetic Charisma (University Press of America, 2011)
- A Critique of Ayn Rand’s Philosophy of Religion: The Gospel According to John Galt (Lexington Books, 2015).